# 有隣堂
株式会社有隣堂（ゆうりんどう）は、神奈川県横浜市中区に本社を置く、書店チェーンである。神奈川県を中心に東京都、千葉県など首都圏や兵庫県などの関西に約40店舗を展開している。
書籍・文具の販売に加え、法人向けの事務機器、楽器などの販売、音楽教室、出版事業、図書館や地区センターの運営業務などを行う。1909年に現本店と同じ横浜の伊勢佐木町で創業した。「有隣」という社名は『論語（里仁篇）』の「徳孤ならず必ず鄰有り(徳の有る人は孤立せず、必ず理解者が現れる)」に由来する。有隣堂が発行する情報紙（後述）のタイトルにもなっている。

## 沿革
1909年、松信大助が伊勢佐木町に「第四有隣堂」を開店する。既に松信大助の長兄・大野貞造が有隣堂を吉田町に開業し、暖簾分けで第二、第三を松信大助の姉と次兄が開業していたため、第四有隣堂となった。
その後、第一有隣堂を経営していた兄が亡くなったことなどにより、第一有隣堂と有隣堂文具部と呼ばれていた関連の商店を合併して、1920年に「株式会社有隣堂」に組織を改める。「第○」と付番した有隣堂連鎖店は第九まで存在したが、戦災と戦後の企業整備で第七有隣堂（藤棚町）を除いて消滅しており、また有隣堂と第七有隣堂との間にも現在は資本、人事関係はない。
関東大震災（1923年）による焼失や、戦後の米軍による接収（1945年 - 1955年）を経て、1956年に伊勢佐木町に現在の有隣堂本店を完成させる。中二階のある当時としては珍しい構造で、大理石を貼りエレベーターを備えた専門店ビルだった。かつては地下に喫茶室「有隣堂パーラー」があったが1990年代の中頃に閉店し、現在は書籍フロアとなっている。また、エレベーターにはエレベーターガールが1990年代の中頃まで乗務していた。
1964年、横浜駅西口にオープンしたダイヤモンド地下街に横浜駅西口店を出店する。続いて藤沢、厚木にも出店し、「横浜の有隣堂」から「神奈川の有隣堂」へと販売網を拡張した。また、中区福富町に外商センターを開設し、OA機器や楽器販売の拠点とした。
1989年、横浜市戸塚区に本社機能を併せ持つ東戸塚営業本部ビルが完成し、東京圏への本格的な進出を開始する。
2010年以降、複合型店舗「HIBIYA CENTRAL MARKET」（2018年）や台湾発の複合型書店「誠品生活日本橋」（2019年）、カフェを併設した雑貨と本の店「STORY STORY」（2015年）「STORY STORY YOKOHAMA」（2020年）、関東学院大学の横浜・関内キャンパス内のブックカフェ「BACON Books & cafe」など新たな業態の店舗を展開している。
2023年10月11日、神戸阪急（神戸市、神戸三宮駅前）に西日本で初の店舗をオープンした。商品やサービスに加えて、公式YouTubeチャンネルなどの取り組みが評価されたことで阪急阪神百貨店から声が掛かった。
2024年9月6日、タリーズコーヒージャパンとコラボレーションした新業態店舗『TULLY’S COFFEE／有隣堂』を大阪市北区梅田に開業の商業施設『グラングリーン大阪 ショップ＆レストラン』北館2階にオープン。これにより大阪に初出店となり関西及び西日本では2店舗目となる。

## 経営
紙の本の売り上げが落ちる中で、売上の半分以上は書店以外（OA機器やオフィス用品の通販）によるものになっている。利益率の低い書店を続けるために、飲食店などとの複合店や体験型イベントを模索する。2020年8月の68期決算は新型コロナウイルスによる休業の影響で赤字となり、2021年8月の69期決算は「GIGAスクール構想」によるタブレット端末の契約を獲得し過去最高の売上げとなった。

## 店舗・施設
書籍販売部門は伊勢佐木町本店（横浜市中区）を始めとして神奈川県を中心に、東京都、千葉県などの首都圏や兵庫県などの関西に約40店舗を展開している。2023年には神戸阪急店が西日本で初の店舗としてオープンした。特に、横浜駅周辺には5店舗、戸塚駅周辺には3店舗が出店されている。一部店舗では書籍だけでなく、文具・雑貨売場も併設する。文庫本の購入時は、ゴールデンリバーという皮しぼ模様の紙で出来た書籍カバーを10色の中から選べるサービスがある。
医学書を専門に扱う「医学書センター」は、伊勢佐木町本店（4F）、横浜駅西口店（エキニア店内）、北里大学病院店（神奈川県相模原市）の3か所にある。東京工科大学、 日本工学院専門学校など学校購買部での書籍・文具の委託販売も行なっている。

### 横浜駅の店舗
西口地下街の店舗は「ジョイナス店」と「エキニア横浜店」に分かれ、ジョイナス店内に「コミック王国」が、エキニア店内に「医学書センター」がある。各売場は通路で分断されて点在し、配置を知らないと迷いやすい。東口には「ルミネ横浜店」もある。
- 「ジョイナス店」は雑誌・文芸・ビジネス書・人文書・コミック等などを取り扱う[32]。横浜駅西口の地下街の中にある。2014年に「横浜駅西口ザ・ダイヤモンド店」「文庫コーナー」「横浜駅西口コミック王国」「児童書売場」の4つの売り場が合併し、中央通路沿いに移転した[37][13][38]。
- 「エキニア横浜店」（旧称 横浜駅西口トーヨー地下街店）は、文具と学習参考書、語学書、医学書、理工学書、美術書など専門書を取り扱う[32]。西口地下街と接続しているエキニア横浜ビル（旧称 横浜東洋ビル）の地下にある。中央通路から「OSLO COFFEE」の角を曲がり、突き当たりの横浜銀行ATMの左にある[35]。大学受験用の参考書コーナーは小部屋になっている[35]。
- 「ルミネ横浜店」は、女性をターゲットにした商品・情報提供を行う[39][40]。横浜駅東口のルミネ横浜店の中にある。1980年のオープン時より5階にあったが、2010年に6階に移転した[41][42]。2022年9月には地下2階に移転し、売場面積は移転前の218.55坪から87.96坪に縮小した[43][44]。

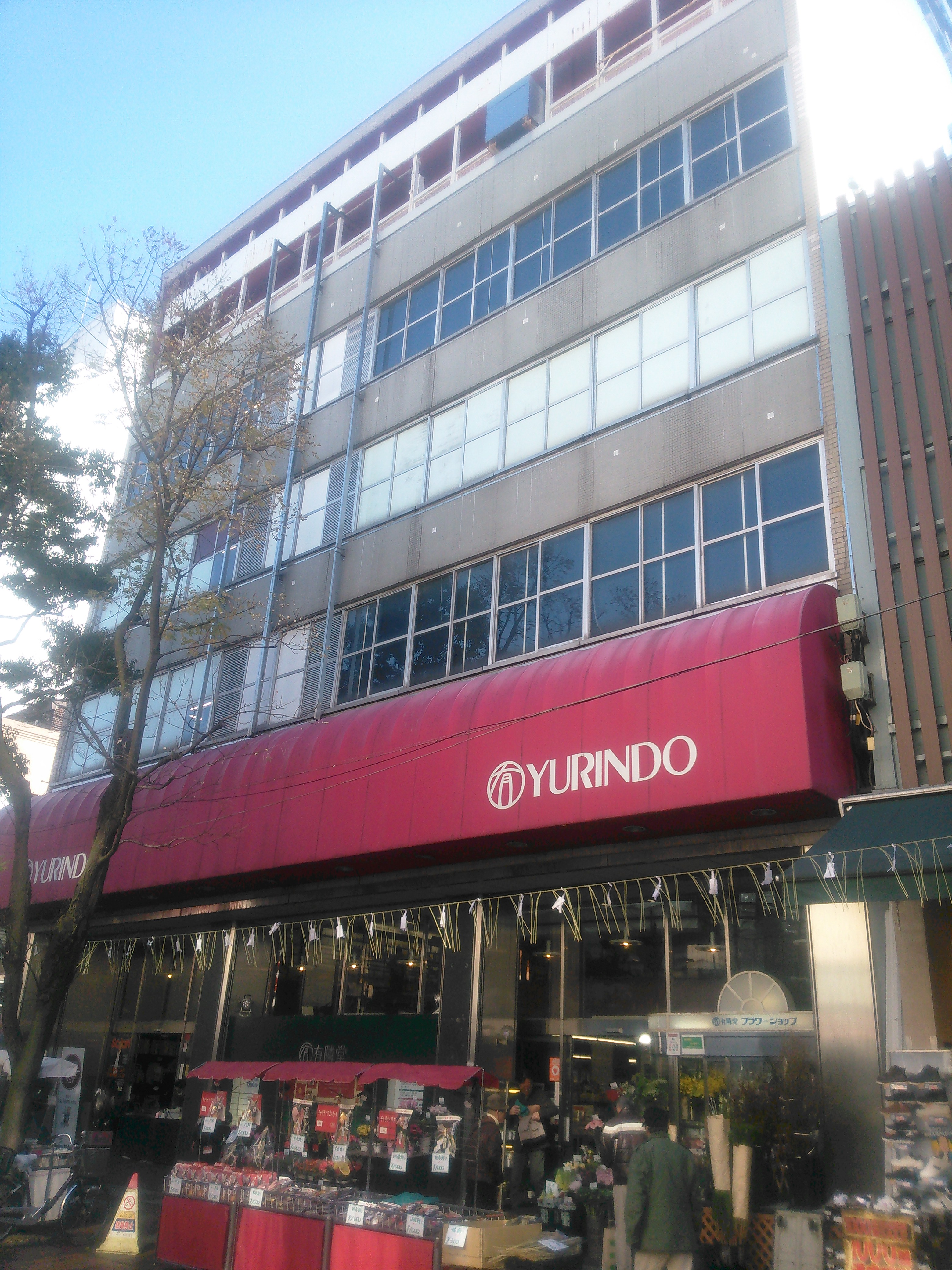
本店（伊勢佐木町）
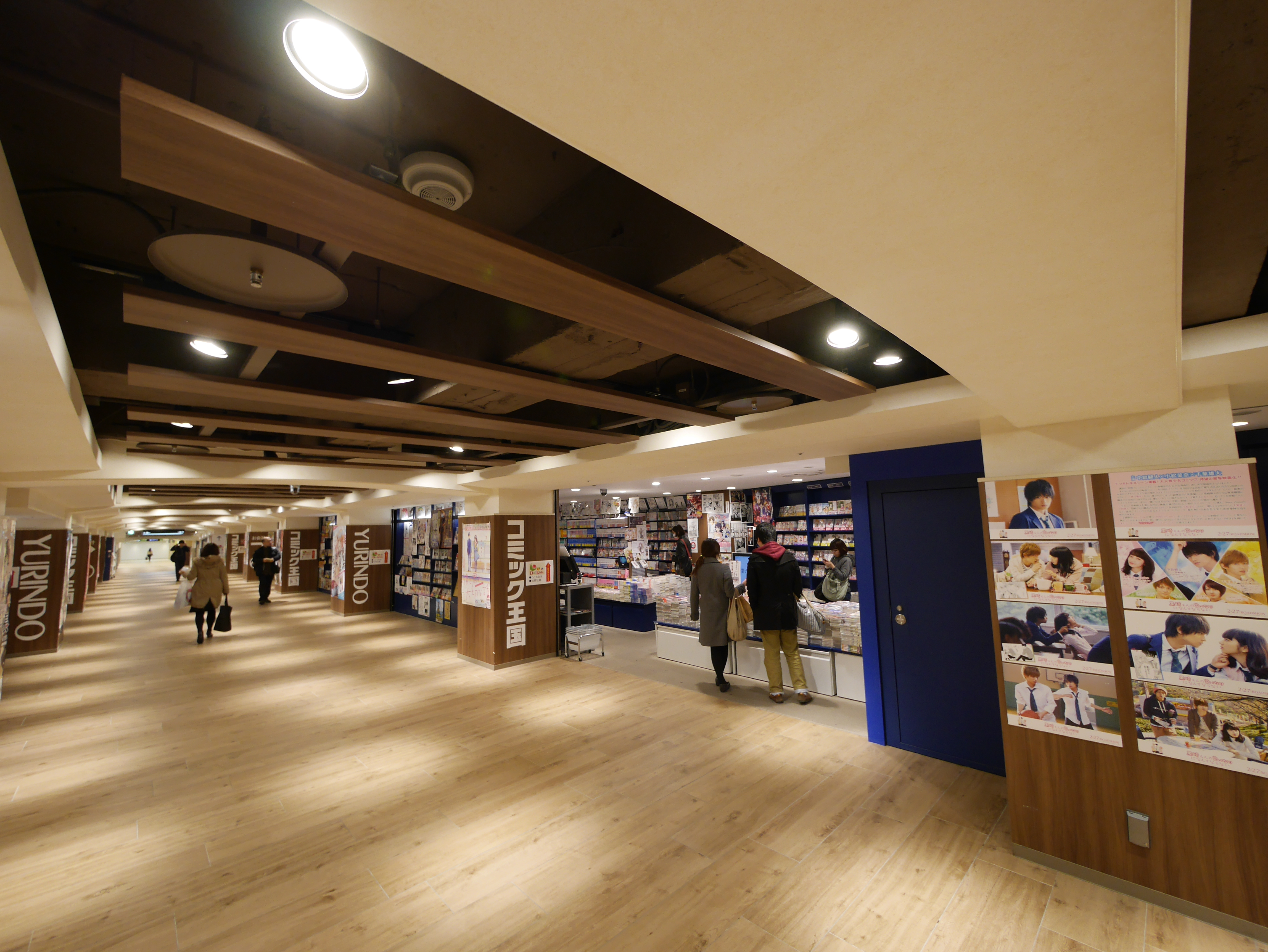
ジョイナス店コミック王国
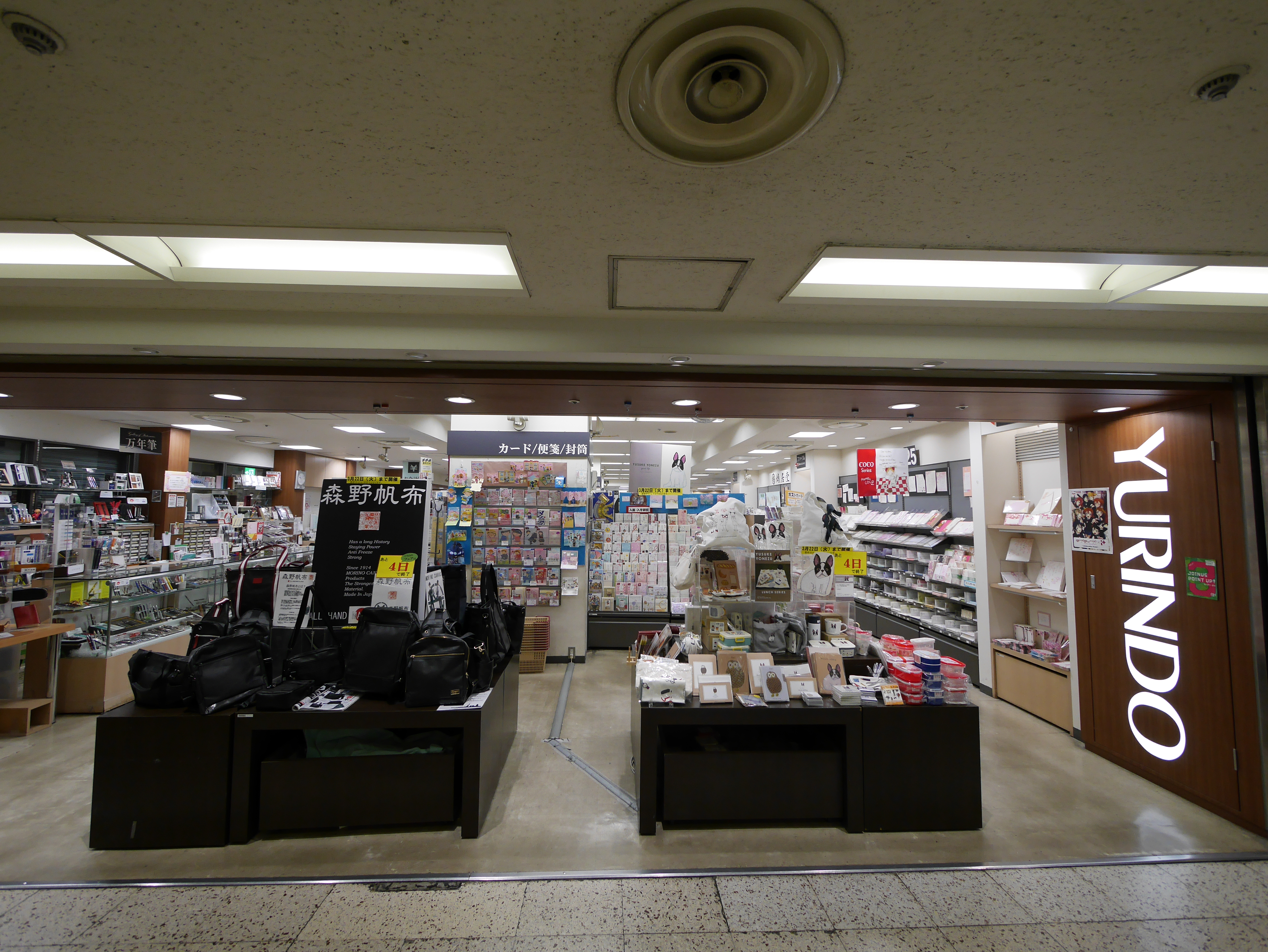
エキニア横浜店
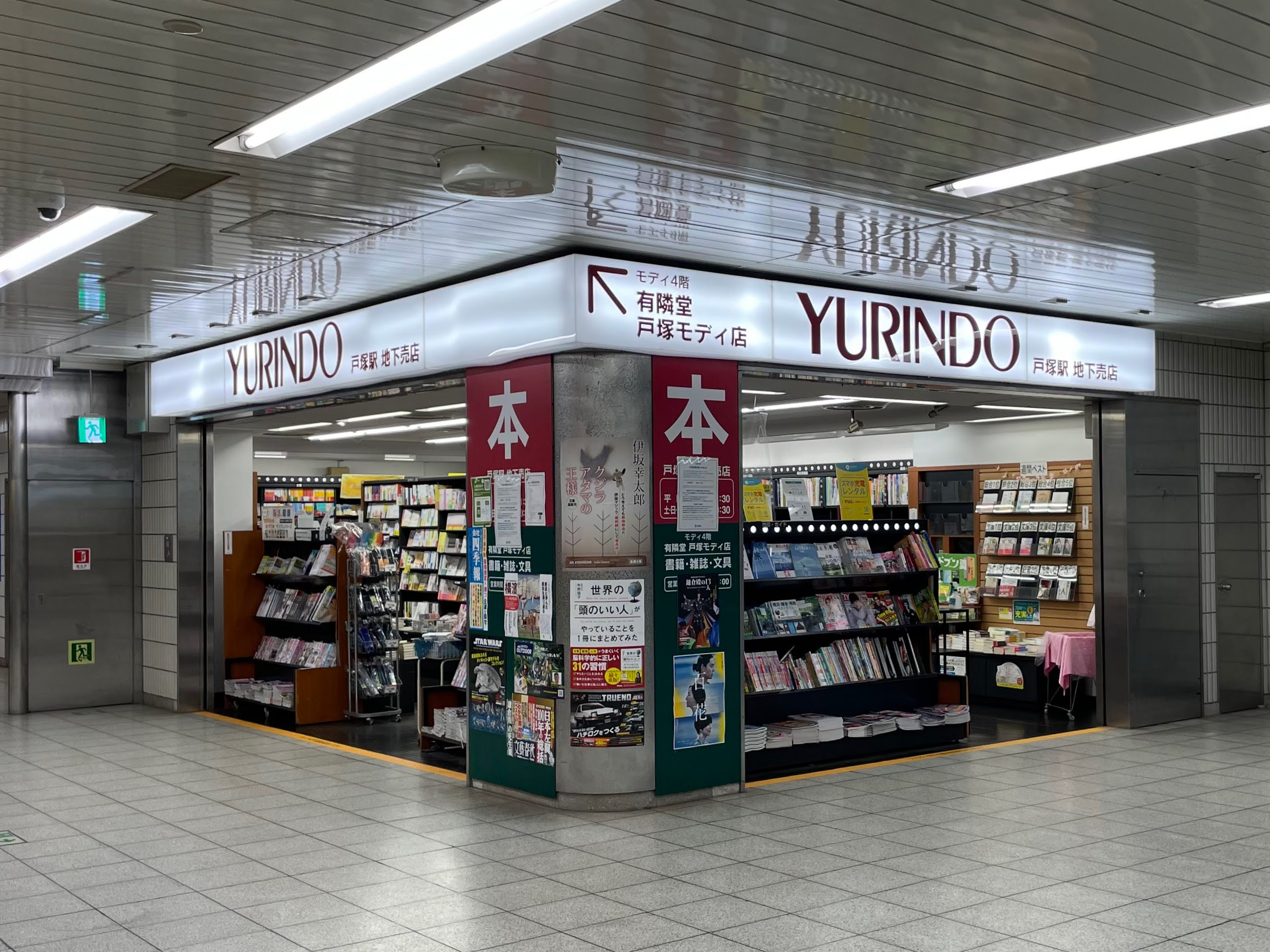
戸塚駅地下売店

### 新業態の店舗、企画
- 複合型店舗「HIBIYA CENTRAL MARKET(ヒビヤ セントラルマーケット)」（2018）（東京ミッドタウン日比谷）は、書店、服屋、眼鏡屋、居酒屋、理容店などバラエティー豊かな店舗で構成されている[45][46]。
- 台湾発の複合型書店「誠品生活」の日本1号店「誠品生活日本橋」（2019）（コレド室町テラス）の運営を行う[47]。書籍ゾーンである「誠品書店」を中心に、文具、雑貨や生活用品のセレクトショップ、レストラン・カフェの4ゾーンで構成されている[48][49]。
- ブックカフェを併設した雑貨と本の店「STORY STORY (ストーリーストーリー)」は、新宿西口（2015）(のちに閉店)[50]と桜木町（2020）（通称：ストヨコ）と上野の2か所にある[51][52]。
- 「レクサス武蔵小杉」（2022）と連携し、オーナー専用ラウンジの本棚をプロデュースする[53][54]。小説や絵本などの書籍は購入も可能で、専用ブックカバーとしおりが付く[53][54]。ラウンジ内の装飾も有隣堂が協力する[53][54]。
- 体験型イベントとしてコラボカフェを行う[17]。新宿の「STORY STORY」で『くまのプーさん』とのコラボカフェ『はちみつカフェ』[55]、有隣堂ららぽーと湘南平塚で『ざんねんないきもの事典』とのコラボカフェ[56]、有隣堂ららぽーと豊洲店など3店舗で『パンダ自身』とのコラボカフェなど[57]。
- 「ホテルエディット横濱」の選書付き宿泊プランは、事前に記入するカルテを元に「STORY STORY YOKOHAMA」の書店員が本を5冊セレクトする[58]。本はチェックアウト時に返却し、購入もできる[59]。

### 楽器販売、教室
横浜市戸塚区にてミュージックショップ（楽器・楽譜専門店）を手がけるほか、9箇所でミュージックセンター（児童向け音楽教室）、6箇所でミュージックサロン（成人向け音楽教室）、1箇所でカルチャーセンターを運営している（2023年時点）。

### 管理運営する施設
- 綾瀬市立図書館（2008-）[63][64]。
- 横浜市山内図書館（2010-）。横浜市青葉区の公共図書館。横浜市立図書館で唯一の民間企業による運営であり、館内文房具ショップ、託児サービスなど独自のサービスを行う[65]。
- 小田原駅東口図書館（2020-）。2020年にミナカ小田原6階にオープンした[66]。
- 横浜市の地区センター。港南台地区センター（2006-）、城郷小机地区センター（2014-）、富岡並木地区センター（2016-）など[67][68][69]。
- 2022年7月、再開発に伴い横須賀市北図書館のコンセプトや基本方針を手掛けることが発表された[70][71]。開館時期は未定[71]。

### 閉鎖した店舗
神奈川県
- ユーリンファボリ - 1974年から1986年に馬車道通りに存在した文具館[72]。1986年にリニューアルして「有隣堂文具館」になり[73]、1994年に伊勢佐木町本店裏の事務館に移転して「本店文具館」になる[74]。2014年に書籍館と統合され「別館コミック王国」になり[75]、2019年に伊勢佐木町本店の地下1階へ移転した[76][75]。
- ランドマークプラザ店 - 2009年7月23日閉店。跡地は後々、くまざわ書店となった。
- 横浜ビジネスパーク店。
- 東戸塚店 - 2008年6月25日閉店。
- YURINDO SELECT STATIONERY センター北プレミアヨコハマ - 期間限定店舗。2013年10月25日開店、2014年4月22日閉店。
- 湘南台店 - 2004年6月30日閉店。その後2024年11月22日に湘南台ウエストプラザ店が開店
- 大和店 - 2015年3月23日閉店。
- 川崎アゼリア店 - 2015年9月23日閉店。

東京都
- ルミネエスト新宿店（旧称・マイシティ新宿店） - 2005年10月1日開店、2007年1月7日閉店。
- 六本木ヒルズ店 - 2006年7月17日閉店。
- 渋谷医学書センター - 2008年8月31日閉店。
- 羽田空港店（第一旅客ターミナルビルB1階店舗） - 2013年11月24日閉店。第一旅客ターミナルビル 搭乗ゲート内店舗 - 2020年11月30日閉店[77]。
- ルミネ町田店 - 2016年1月11日閉店。
- 小田急百貨店新宿店の「STORY STORY (ストーリーストーリー)」 - 2015年4月開店、2022年10月2日閉店[78]。
- ヨドバシAKIBA店 - 2023年1月9日閉店。
- 町田モディ店 - 2024年4月1日閉店。

千葉県
- ミーナ津田沼店 - 2008年8月31日閉店。
- シャポー市川店 - 2019年6月2日閉店。2022年10月22日にはニッケコルトンプラザ内の福家書店跡地に有隣堂が開業[79][80]。これにより市川市内に3年ぶりに有隣堂が戻ってきた。

## 出版部
有隣堂は1960年代から独自に雑誌・書籍を発行するようになり、1975年に社内に「出版部」を設け、出版社としても活動している。

### 情報誌『有鄰』
情報誌『有鄰』を1967年より発行している。当初は月刊であり、2010年1月からは奇数月発行の隔月刊になった。内容は出版関係の他に、神奈川の歴史・文化に関する事などを取り上げる。

### その他
他に新書レーベル「有隣新書」や単行本も発行している。主に神奈川県内の郷土史に関わる書籍が多いが、それ以外の書籍類も取り扱うことがある。

## YouTubeチャンネル
有隣堂は公式YouTubeチャンネル「有隣堂しか知らない世界」を運営する。愛称は「ゆうせか」。
ミミズクをモチーフとしたマスコットキャラクター「R.B.ブッコロー」と、特定の分野に特化した有隣堂の従業員や取引先メーカー、作家などが「案内人」として出演し、書籍や文房具をはじめとした様々な商品を紹介する。R.B.ブッコローの饒舌なトークと社内外に対する忖度のない毒舌が人気を集めており、2024年8月にはチャンネル登録者数30万人を達成した。
2023年2月には書籍『老舗書店「有隣堂」が作る企業YouTubeの世界』（ホーム社）が発売。

## 神奈川県における知名度
神奈川県内の多くの駅に店舗があるため、神奈川県民にとって「本屋といえば有隣堂」と言えるほどメジャーな本屋とも言われており、「有隣堂が全国的にメジャーな本屋だと思っていた」というエピソードが「神奈川県民あるある」として紹介されることもある。
- テレビ東京の情報バラエティ番組『出没!アド街ック天国』で“横浜 伊勢佐木町”を特集した際、2005年2月5日放送回では第5位に[88]、2014年10月4日放送回では第4位に[89]、2021年12月18日放送回では第4位に伊勢佐木町本店が取り上げられ、2021年はYouTubeチャンネル『有隣堂しか知らない世界』が紹介された[90]。2019年5月18日”横浜駅”特集では横浜駅の店舗が8位に取り上げられ、コミック王国が紹介された[91][31]。
- 2022年にリリースされたゆずのオリジナルアルバムSEESに収録されている曲、「イセザキ」の歌詞に有隣堂が出てくる[92]。

## 有隣堂関係者による著作
- 『有隣堂七十年史』島武史、有隣堂、1979年
- 『横浜有隣堂 九男二女の物語』松信八十男、草思社、1999年
- 『有隣堂100年史　1909～2009』有隣堂、2009年
- 『老舗書店「有隣堂」が作る企業YouTubeの世界：「チャンネル登録」すら知らなかった社員が登録者数20万人に育てるまで』有隣堂YouTubeチーム、ホーム社、2023年2月
- 『有隣堂 名物バイヤー岡﨑弘子の愛すべき文房具の世界』岡﨑弘子, 有隣堂YouTubeチーム:著、扶桑社、2024年6月
- 『愛される書店をつくるために僕が2000日間考え続けてきたこと キャラクターは会社を変えられるか？』ハヤシユタカ、クロスメディア・パブリッシング、2025年6月